# Przytulia hercyńska
Przytulia hercyńska (Galium saxatile L.) – gatunek rośliny wieloletniej należący do rodziny marzanowatych. Jako gatunek rodzimy rośnie w Europie i na Azorach. Ponadto został zawleczony do Ameryki Północnej. W Polsce występuje w Karkonoszach i na Pomorzu.

## Morfologia
LiśćLiście odwrotnie jajowate, na brzegach szorstkie, zgrupowane po 6, rzadziej po 7 albo w 8 okółkach.
KwiatyBiałe na krótkich szypułkach w skupionych kwiatostanach. Okres kwitnienia od czerwca do sierpnia.

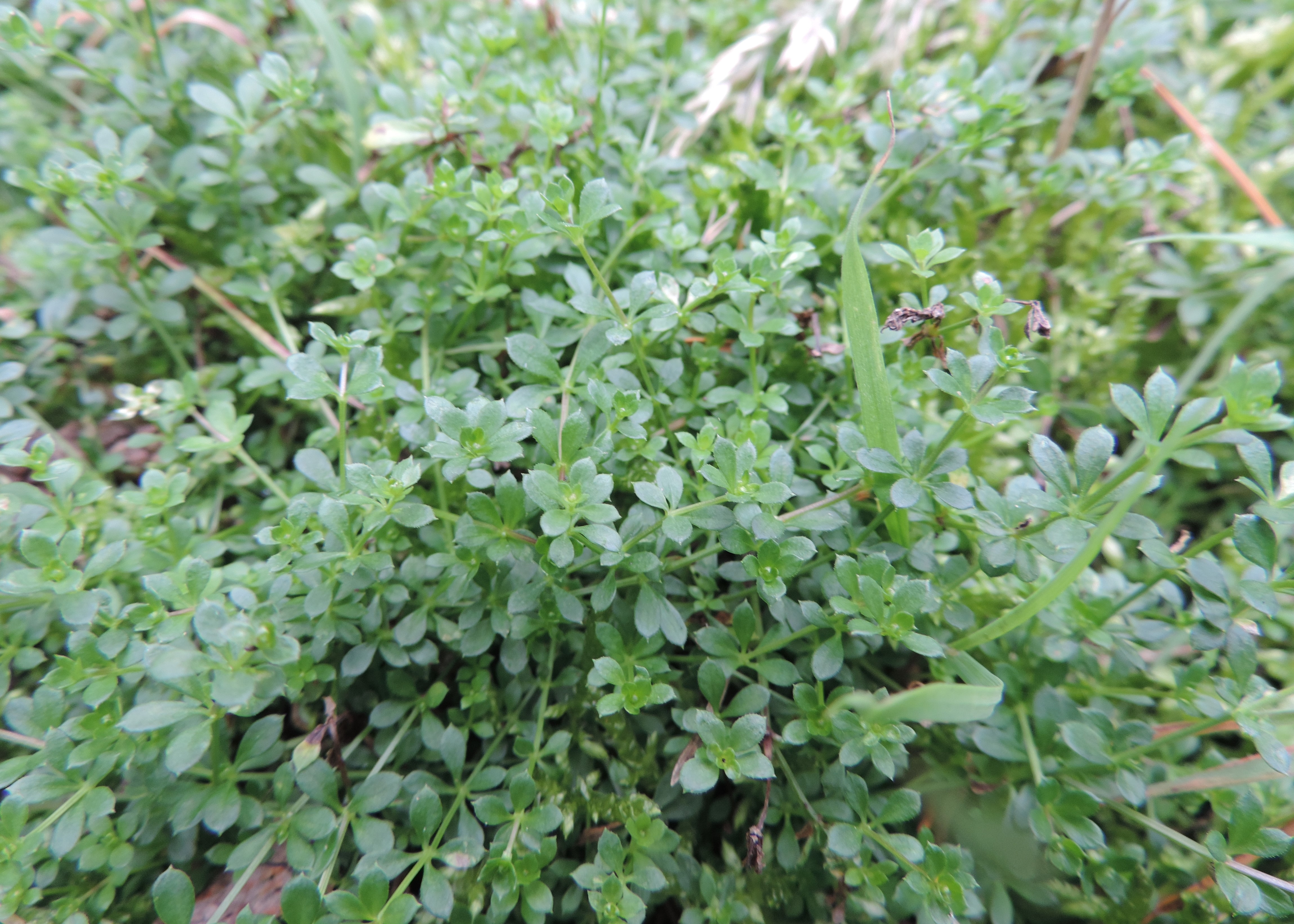
Liście
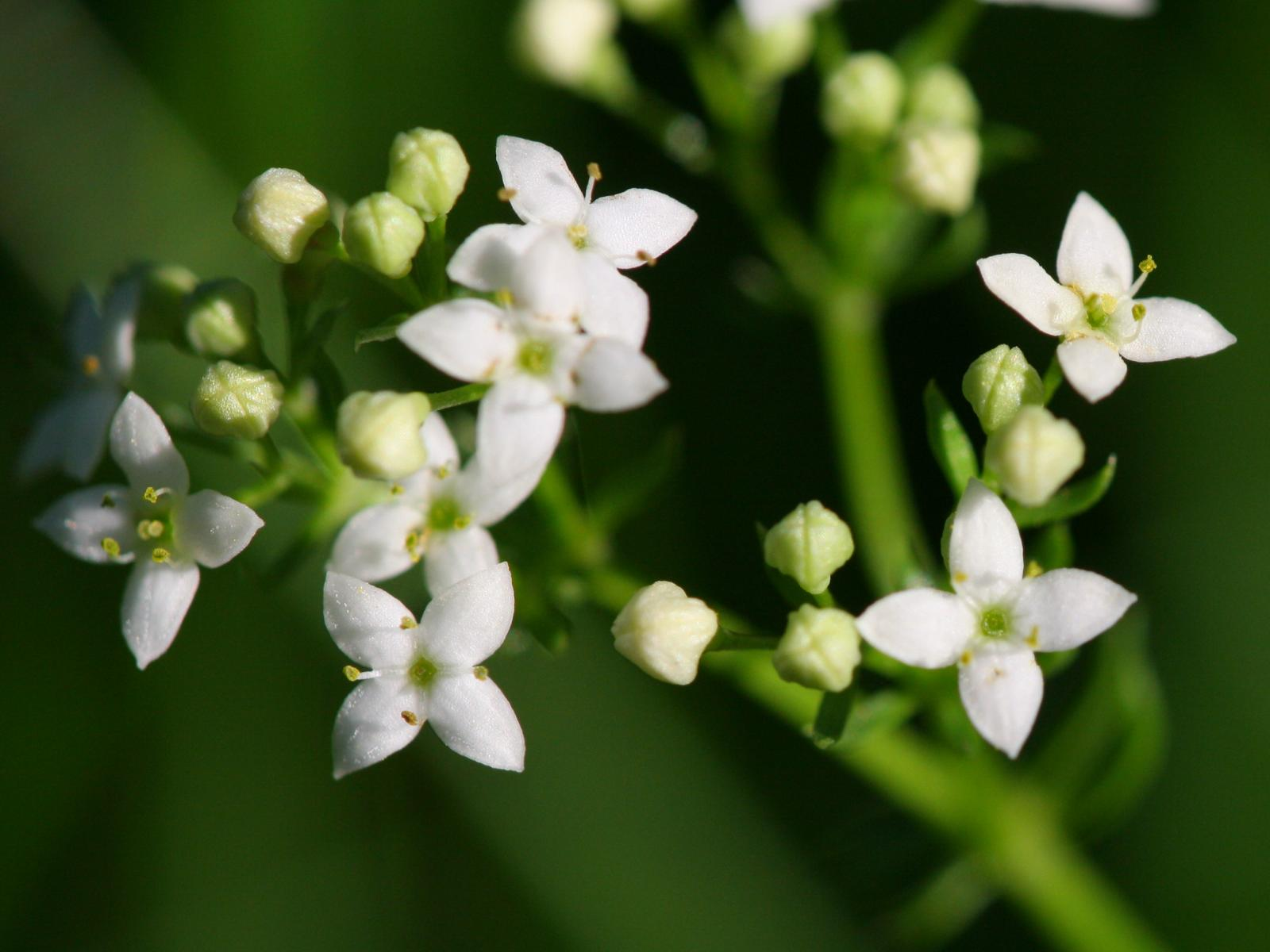
Kwiaty

## Siedlisko
Wrzosowiska, murawy, torfowiska, widne lasy, kamieniste wygony, chętnie na glebach bez wapnia. Do 1500 m n.p.m. Gatunek charakterystyczny niżowych muraw bliźniczkowych ze związku Violion caninae. Gatunek wyróżniający zespołu Digitali purpureae-Epilobietum.

## Zmienność
Gatunek zróżnicowany na dwie odmiany:
- Galium saxatile var. saxatile - występuje w całym zasięgu gatunku
- Galium saxatile var. vivianum (Kliphuis) Ortega Oliv. & Devesa - rośnie na Półwyspie Iberyjskim

## Zagrożenia i ochrona
Gatunek umieszczony na Czerwonej liście roślin i grzybów Polski w kategorii zagrożenia [V] (narażony na izolowanych stanowiskach) jako Galium harcynicum.